# デッド・ケネディーズ
デッド・ケネディーズ（Dead Kennedys）は、アメリカ合衆国のハードコア・パンクバンド。カリフォルニア州サンフランシスコ出身。ジェロ・ビアフラの個性的なボーカル、政治的でアナーキーな姿勢、風刺やアイロニーに富んだ反体制的な歌詞で人気を博した。
ロカビリーやサーフやカントリーのルーツを隠さない、時にはロックンロールな、あるいは極めてスピーディーなハードコア・パンクを1stアルバムで演奏した。ミニ・アルバム『イン・ゴッド・ウィ・トラスト,INC.』でハードコア色がさらに強まり、以後のUSハードコア・パンクに影響を与えた。

## 来歴

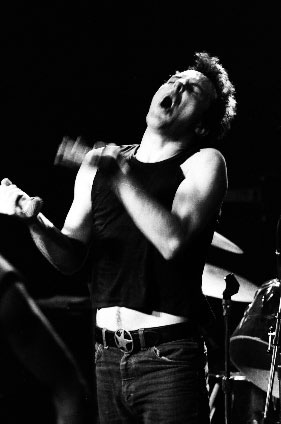
元ボーカルのジェロ・ビアフラ

### 結成から解散まで
デッド・ケネディーズは1978年6月、ギタリストのレイ・ペッパーレル（イースト・ベイ・レイ）が出したバンド・メンバー募集広告に集まったメンバーにより結成された。バンドはボーカルのジェロ・ビアフラ、ベーシストのクラウス・フローライド、ドラマーのテッド（ブルース・シュレシンジャー）から成り、当初は「ザ・シャークス」を名乗った。彼らは地元で多くのステージを行い、1979年10月に最初のシングル「カリフォルニア・ユーバー・アレス」をオルタナティブ・テンタクルズからリリースする。彼らは続いて東海岸のツアーを行った。
彼らはデビュー・アルバム『暗殺』のリリースに先立って、ベイ・エリア・ミュージック・アウォーズへの参加を依頼された。またアルバム『Fresh Fruit for Rotting Vegetables』はイギリスのチャートで3位となり、グループ結成25周年の記念CDでは、55分のDVDとメイキング映像が付録として追加された。 

### メンバーの対立
1990年代の終わりに、バンドのメンバーとオルタナティブ・テンタクルズ・レーベルとの契約に問題があることが発見された。メンバーに適切なロイヤルティーをビアフラが支払わなかったとして、レイ、ペリグロおよびフローライドは問題の解決を試みたが、結局は訴訟問題に発展した。ビアフラは敗訴し、他のメンバーへの適切な報酬を支払うこととなった。またバンドの過去のカタログの権利をメンバーに明け渡すことを強いられた。
この論争は関係者全員によって熱く争われた。そして、パンク・ロック界でもニュースとなった。最終的に彼らの関係は気まずくなることになり、2005年現在解決に至っていない。
三人がバンド再結成で「和睦する」ことをジェロ・ビアフラに依頼した時、問題が発生した。ジェロ・ビアフラは彼らがかつて電話をしなかったことで、再結成は問題外であると考えた。

### 再結成
2001年には、ブランドン・クルーズがビアフラの代わりのボーカリストとしてレイ、ペリグロおよびフローライドと共に活動を始めた（前述のビアフラと他の三名の対立のため）。この新たなバンドはデッド・ケネディーズなのかそれとも単なるトリビュートバンドなのかどうかで多くの議論となった。しかしながら彼らは「デッド・ケネディーズ」の名称同様に、ビアフラを含んだオリジナル・ラインナップと区別するため「DK・ケネディーズ」のバンド名で活動した。多くのプロモーターは不用意に「デッド・ケネディーズ」の名称で広告を行った。再編成グループはアメリカ大陸、ヨーロッパ、アジア、南アメリカ、ロシア、日本でライブツアーを行った。
その後、ボーカリストは交代があり、2003年からジェフ・ペナルティ、2008年からロン・スキップ・グリアーが担当している。
2022年10月、長年在籍したドラマー D. H. ペリグロが事故による急死。

## メンバー
※2022年10月時点

### 現ラインナップ
- イースト・ベイ・レイ (East Bay Ray) – ギター (1978年–1986年、2001年–現在)
- ロン・スキップ・グリアー (Ron "Skip" Greer) – ボーカル (2008年–現在)
- クラウス・フローライド (Klaus Flouride) – ベース (1978年–1986年、2001年–2010年、2011年–現在)

### 旧メンバー
- ジェロ・ビアフラ (Jello Biafra) – ボーカル (1978年–1986年)
- 6025 (6025) – ドラムス (1978年)、リズム・ギター (1978年–1979年)
- テッド (Ted) – ドラムス (1978年–1981年)
- D. H. ペリグロ (D.H. Peligro) – ドラムス (1981年–1986年、2001年–2008年、2009年–2022年) ♰RIP. 2022
- ブランドン・クルーズ (Brandon Cruz) – ボーカル (2001年–2003年)
- ジェフ・ペナルティ (Jeff Penalty) – ボーカル (2003年–2008年)
- デイヴ・シェフ (Dave Scheff) – ドラムス (2008年)
- グレッグ・リーヴス (Greg Reeves) – ベース (2010年–2011年)

## 来日公演
- 2003年 2月7日・8日・9日 高田馬場CLUB PHASE[5]
- 2011年 4月 PUNKSPRING 2011[6]

## ディスコグラフィ

### スタジオ・アルバム
- 『暗殺』 - Fresh Fruit for Rotting Vegetables (1980年)
- 『イン・ゴッド・ウィ・トラスト,INC.』 - In God We Trust, Inc. (1981年)
- 『プラスティック・サージェリー・デザスターズ』 - Plastic Surgery Disasters (1982年)

※上記2枚は後にカップリングされて再発された。
- 『フランケンクライスト』 - Frankenchrist (1985年)
- 『民主主義よ永眠なれ』 - Bedtime for Democracy (1986年)

### ライブ・アルバム
- 『ミューティニー・オン・ザ・ベイ～デッド・ケネディーズ・ライヴ』 - Mutiny on the Bay (2001年)
- 『ライブ・アット・ザ・デフ・クラブ』 - Live at the Deaf Club (2004年)

### コンピレーション・アルバム
- 『ベスト～ギブ・ミー・コンビニエンス・オア・ギブ・ミー・デス』 - Give Me Convenience or Give Me Death (1987年)
- Milking the Sacred Cow (2007年)
- Original Singles Collection (2014年)